# Amir Eldan
Amir Eldan (* 1976) ist ein US-amerikanischer Cellist und Musikpädagoge israelischer Herkunft.

## Leben
Eldan studierte am Cleveland College und an der Juilliard School. Seine Lehrer waren Peter Wiley, Richard Aaron und Joel Krosnick. Er wurde zweiundzwanzigjährig als stellvertretender Erster Cellist jüngstes Mitglied des Metropolitan Opera Orchestra und trat auf Einladung von James Levine mit dem MET Chamber Ensemble in der Carnegie Hall auf.
Als Solist und Rezitalist nahm Eldan weltweit an Musikfestivals teil, trat beim Marlboro Music Festival auf und tourte mit den Musicians from Marlboro. Als Kammermusiker arbeitete er u. a. mit Richard Goode, Lynn Harrell, Steven Isserlis, Kim Kashkashian, Midori und Joseph Silverstein zusammen und tourte mit der Pianistin Ofra Ytzhaki durch Israel und die USA. Er ist Preisträger von Konzertwettbewerben der Juilliard School, des Aspen Music Festival und des Cleveland Institute of Music. Eldan unterrichtete als Assistent von Joel Krosnick an der Juilliard School und wurde 2006 Professor für Cello am Oberlin Conservatory sowie Mitglied des Oberlin Trio. 2019 erhielt er eine Professur an der University of Michigan.